# Balioglutum illingworthi
Balioglutum illingworthi är en tvåvingeart som beskrevs av Aldrich 1925. Balioglutum illingworthi ingår i släktet Balioglutum och familjen husflugor. Inga underarter finns listade i Catalogue of Life.